# Orosz–török háború (1568–70)
Az orosz-török háború (1568-70) az első komolyabb konfliktusa Oroszországnak és az Oszmán Birodalomnak. Bár ennek még komolyabb jelentősége nem volt, azt viszont sikerült elhárítania az oroszoknak, hogy az oszmán-török hatalom a Fekete-tengeren át benyomuljon Kelet-Európába.
Az oroszok a törökökkel lényegében a 15. század vége óta harcban álltak. A krími tatár területek felől a törökök és a tatárok sokszor be-betörtek akár az ukrán, akár az orosz földekre. Effajta portyaháborúk még nálunk, Magyarországon is gyakoriak voltak.
Nagy Szulejmán 1566-ban ismét Bécs elfoglalására vezette hadait. Szigetvárt augusztus 1-jén vette ostrom alá, de az ostrom alatt meghalt, az országban kitört a járvány és noha Szigetvárt az oszmánok elfoglalták, a támadást le kellett állítani.

Utódja II. Szelim folytatni kívánta a szulejmáni tervet. Nagyvezíre Szokoli Mehmed (1505-1579) viszont azt tervezte, hogy csatornát épít Donon és Volgán, amellyel biztosítja Asztrahán elfoglalását. 1556-ban IV. (Rettegett) Iván seregei leigázták az területet. Úgy gondolta, hogy az asztraháni tatár területek megszerzésével még jobban megnövelheti a birodalom erejét és talán az is lehetővé válik, hogy további kelet-európai területek kerüljenek török uralom alá, de már Szulejmán is foglalkozott egy esetleges oroszországi hódítás gondolatával.
1568-ban egy nagyszámú török sereg szállt partra Azovban Kaszim pasa vezetésével. A sereg 15 ezer janicsárból és 2000 szpáhiból, valamint aszabokból és akindzsikből állt, s csatlakozott hozzá egy 50 ezer fős krími tatár sereg is. Mellettük egy hatalmas munkástömeg állt, akik megkezdték a hídfőállás kibiztosítását, valamint az építési munkálatokat. Az oroszok ekkor északon a livóniai háborúban is le voltak kötve svédekkel, lengyelek és hűbéreseikkel folytatott harcokban.

Asztrahánt kb. 15 ezer orosz védte a törökök támadásától, Serebjanov knyáz vezetésével. A védők megtartották a várat és egy alkalommal ki is törtek. A janicsárokat és a többi törököt szétkergették, s előretörtek a munkások területére, ahol a csatornát építették. Ott a tatárokat úgyszintén visszaverték és az ott dolgozó török munkásokat is elkergették. A sereg roncsára végül a cserkeszek támadásai mértek megsemmisítő csapást.
A természet is az oroszokat segítette: a viszontagságos időjárás nem kedvezett a csatorna építésének, ezért a vert török sereg hajóra szállt és hazaindult. A Fekete-tengeren viharba kerültek és a hajók elsüllyedtek.
Iván nem akart a törökökkel háborút, ezért 1570-ben küldöttei aláírták a konstantinápolyi békét, melyben az oszmán szultán letett a Don-Volga csatorna megépítéséről. A balszerencsés hadjáratban részt vett krími kán, Devlet folytatta viszont a háborút az oroszok ellen, amelyben török segédcsapatok is közreműködtek. A tatár-török sereg Moszkva ellen vonult 1572-ben, de a mologyi csatában katasztrofális vereséget szenvedtek az orosz hadaktól. A véres ütközetből alig ötezer török és tatár menekült ki.